# Mariela Scarone
Mariela Scarone, född den 4 oktober 1986 i Buenos Aires, Argentina, är en argentinsk landhockeyspelare.
Hon tog OS-silver i damernas landhockeyturnering i samband med de olympiska landhockeytävlingarna 2012 i London.